# 康斯坦丁影业
康斯坦丁影業股份有限公司（德語：Constantin Film AG），簡稱康斯坦丁影業股份，以及康斯坦丁影業，於1950年，由影壇大亨沃倫弗爾．巴雷德爾和柏貝．菲列遜在法蘭克福（本公司總部）成立一家電影公司。
現時為焦點通信股份有限公司旗下公司。現時業務在全球經營製作電影、電視、音樂等。
1977年，德國著名導演班恩特·伊茲恩格爾購下該公司股份，成為首席執行官，直至2011年去世，當時是監察事務會成員。
而最著名作品為《3096天》、《3D劍客聯盟：雲端之戰》、《天使聖物：骸骨之城》、《惡靈古堡》、《惡靈古堡2：啟示錄》、《希特勒的最後十二夜》、《惡靈古堡5：天譴日》、《高卢英雄大战凯撒王子》、《动物总动员》、《九月五日》等。

## 外部連結
- homepage of Constantin Film （页面存档备份，存于）
- IMDB entry for Constantin Film （页面存档备份，存于）